# Annan Athletic Football Club
El Annan Athletic Football Club es un club de fútbol de Escocia, con sede en Annan. Fue fundado en 1942 y compite en la Scottish League Two, la cuarta categoría del fútbol escocés.

## Historia
Fue fundado en el año 1942 en la ciudad de Annan de Dumfries and Galloway como un equipo regional y de categoría menor.
Fue hasta 1978 que el club fue admitido en la Asociación de Fútbol de Escocia, con lo que ya era elegible para jugar en la Copa de Escocia y en los torneos de nivel nacional.
En 2008 juega por primera vez en la desaparecida Liga escocesa de fútbol y en la temporada 2011/12 avanzó hasta la tercera ronda de la Copa de Escocia.

## Entrenadores
- Sam Wallace (1975-1993)
- Stuart Rome (1993-1994)
- Derek Frye (1994-1997)
- Kevin Hetherington (1997-1998)
- Tony Chilton (1998)
- Davie Irons (1998-2002)
- Billy Sim (2002-2003)
- Harry Cairney (2003-2004)
- Sandy Ross (2004-2005)
- Kenny Brown (2005-2006)
- Harry Cairney (2006-2012)
- Jim Chapman (2013-2017)
- Peter Murphy (2017-2024)[4]
- Willie Gibson (2024-)

## Palmarés

### Torneos locales
- Carlisle and District League (1): 1952-53
- Cumberland Senior Cup (3): 1952-53, 1968-69, 1971-72
- Liga del Este de Escocia (4): 1989-90, 1999-00, 2000-01, 2006-07
- Primera División de la Liga del Este de Escocia (1): 1987-88
- Copa de la Liga del Este de Escocia (1): 1999-00
- Liga de Fútbol del Sur de Escocia (2): 1983-84, 1986-87
- Copa de la Liga del Sur de Escocia (4): 1984-85, 1992-93, 2004-05, 2007-08
- SFA South Region Challenge Cup (1): 2007-08
- Scottish Qualifying Cup South (1): 2006-07